# Sŏnch’ŏn
Sŏnch’ŏn (kor. 선천군, Sŏnch’ŏn-gun) – powiat w Korei Północnej, w prowincji P’yŏngan Północny. W 2008 roku liczył 126 350 mieszkańców. Graniczy z powiatami Tongnim i Ch’ŏnma od północy, Kusŏng od wschodu oraz Kwaksan od południa. Powiat znajduje się nad Morzem Żółtym, określanym w Korei Północnej jako Morze Zachodniokoreańskie. Przez powiat przebiega linia kolejowa P’yŏngŭi, łącząca stolicę Korei Północnej, Pjongjang ze znajdującym się w północno-zachodniej części kraju miasta Sinŭiju, a dalej z siecią kolejową Chin.

## Historia
Przed wyzwoleniem Korei spod okupacji japońskiej powiat składał się z 9 miejscowości (kor. myŏn) oraz 61 wsi (kor. ri). W obecnej formie powstał w wyniku gruntownej reformy podziału administracyjnego w grudniu 1952 roku. W jego skład weszły wówczas tereny należące wcześniej do miejscowości Sŏnch’ŏn, Tong, Kunsan, Nam, Taesan, Unjong, Such'ŏng (4 wsie), Sinbu (4 wsie – wszystkie miejscowości poprzednio znajdowały się w powiecie Sŏnch’ŏn), Rihyŏn (8 wsi – powiat Kusŏng), a także miejscowość Okch'ŏn (1 wieś – z powiatu Chŏngju). Powiat Sŏnch’ŏn składał się wówczas z jednego miasteczka (Sŏnch’ŏn-ŭp) i 28 wsi.

## Gospodarka
Lokalna gospodarka oparta jest na rolnictwie. Na terenie powiatu znajdują się uprawy ryżu, kukurydzy, tytoniu i soi, a także liczne hodowle zwierząt gospodarskich. Istotne dla gospodarki regionu pozostają również rybołówstwo oraz jedwabnictwo.

## Podział administracyjny powiatu
W skład powiatu wchodzą następujące jednostki administracyjne:
| Nazwa jednostki administracyjnej | Rodzaj jednostki administracyjnej | Hangul | Hancha |
| -------------------------------- | --------------------------------- | ------ | ------ |
| Sŏnch’ŏn-ŭp                      | miasteczko                        | 선천읍 | 宣川邑 |
| Wŏlch'ŏn-ri                      | wieś                              | 월천리 | 越川里 |
| Paekhyŏn-ri                      | wieś                              | 백현리 | 白峴里 |
| Ansang-ri                        | wieś                              | 안상리 | 安上里 |
| In'am-ri                         | wieś                              | 인암리 | 仁岩里 |
| Such'ŏng-ri                      | wieś                              | 수청리 | 水淸里 |
| Kosŏng-ri                        | wieś                              | 고성리 | 古星里 |
| Wŏnbong-ri                       | wieś                              | 원봉리 | 円峰里 |
| Sambong-ri                       | wieś                              | 삼봉리 | 三峰里 |
| Sŏkhwa-ri                        | wieś                              | 석화리 | 石和里 |
| Samsŏng-ri                       | wieś                              | 삼성리 | 三省里 |
| Kobu-ri                          | wieś                              | 고부리 | 古府里 |
| Changgong-ri                     | wieś                              | 장공리 | 長公里 |
| Hyoja-ri                         | wieś                              | 효자리 | 孝子里 |
| Yŏnbong-ri                       | wieś                              | 연봉리 | 延峰里 |
| Roha-ri                          | wieś                              | 로하리 | 路下里 |
| Ingok-ri                         | wieś                              | 인곡리 | 仁谷里 |
| Songhyŏn-ri                      | wieś                              | 송현리 | 松峴里 |
| Ilbong-ri                        | wieś                              | 일봉리 | 日峰里 |
| Changyo-ri                       | wieś                              | 장요리 | 長腰里 |
| Chindo-ri                        | wieś                              | 진도리 | 眞島里 |
| Yaksu-ri                         | wieś                              | 약수리 | 藥水里 |
| Wŏnch'ang-ri                     | wieś                              | 원창리 | 院倉里 |
| Munsa-ri                         | wieś                              | 문사리 | 文泗里 |
| Unjong-ri                        | wieś                              | 운종리 | 雲從里 |